# Beamer Boy
Beamer Boy è un singolo del rapper statunitense Lil Peep, pubblicato l'8 giugno 2017 dalla AWAL come primo ed unico estratto dell'EP California Girls.

## Antefatti
Lil Peep ha pubblicato il brano originariamente il 22 gennaio 2016. L'8 giugno 2017, la AWAL ha ripubblicato il brano come singolo.
Lil Peep ha registrato il brano nel 2016 nel suo appartamento a Pasadena, in California, che condivideva con Ghostemane e Brennan Savage.

## Tracce
1. Beamer Boy – 3:23 (testo: Gustav Åhr, Phil Elverum, Nedarb Nagrom – musica: Nedarb Nagrom)

## Formazione
- Lil Peep – voce, testi
- Phil Elverum – testi
- Nedarb Nagrom – testi, produzione